# Brontotherium
Brontotherium (besta trovão) é um género extinto de um mamífero Perissodáctilo pré-histórico da família dos Brontotheriidae, um parente dos rinocerontes e aparentados dos cavalos. Podia ser encontrado na América do Norte no período Eoceno. 

## Características

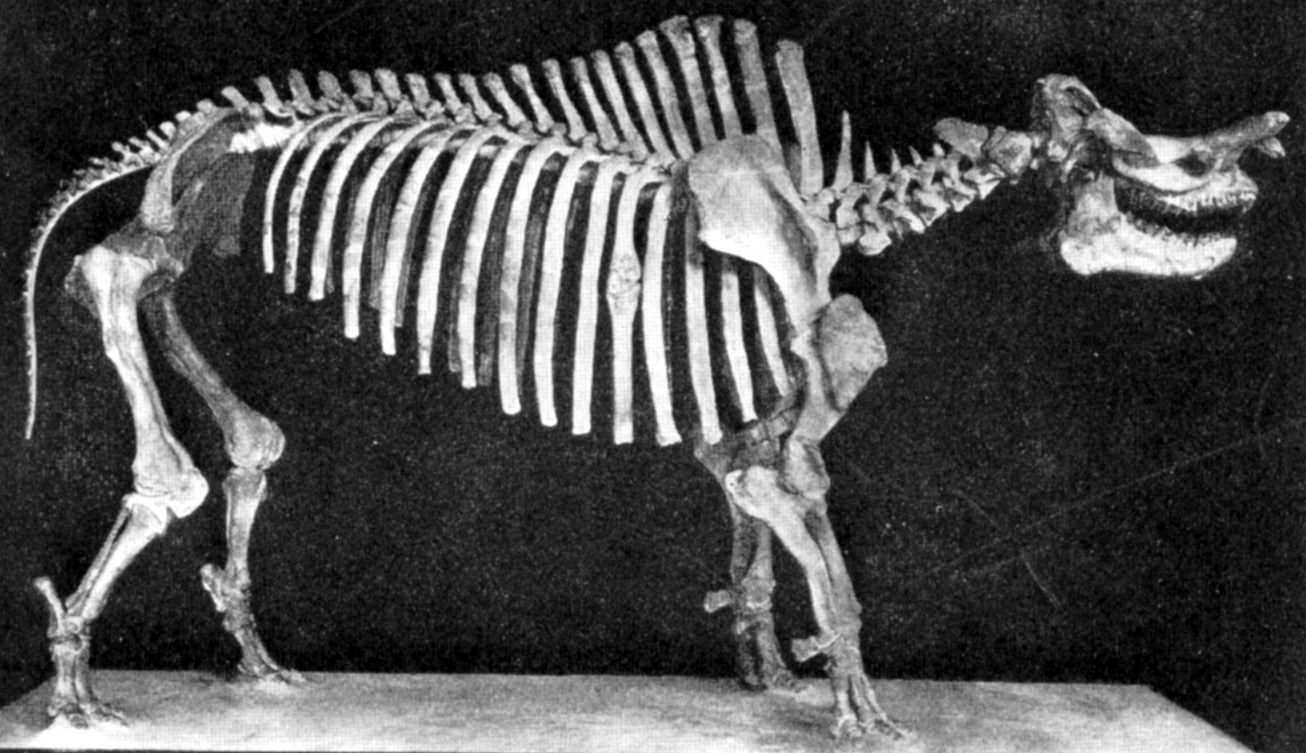
Esqueleto de um Brontotherium gigas, AMNH

Media 2,5 metros de altura pelos ombros e assemelhava-se a um rinoceronte com um corno bifurcado, semelhante a um Y, com as pontas não afiadas mas sim arredondadas. Esta estrutura era de tecido ósseo, e não de origem em pelos modificados, como nos rinocerontes.
As vértebras dorsais dos Brontotherium por cima dos ombros eram mais longas para poderem suportar os enormes músculos do pescoço que por sua vez suportavam a pesada cabeça.
Provavelmente os seus lábios eram carnudos e a língua comprida de modo a poderem recolher os seus alimentos favoritos (caules e folhas)

## Curiosidades
No passado, espécimes expostos ao ar livre por tempestades fortes foram encontrados pelos indios Sioux. Estes acreditavam que estas criaturas provocavam trovoadas quando corriam por cima das nuvens e chamaram-lhes "cavalos trovão". Muitos dos especimes encontrados por esta tribo eram manadas que tinham sido mortas por erupções vulcânicas das Montanhas Rochosas, que estavam geologicamente activas no Eoceno.
Este animal aparece no filme A Era do Gelo.